# Gilles Gallichan
 (mai 2020).
Gilles Gallichan, né à Québec en 1951, est un historien et bibliothécaire québécois, spécialisé dans le domaine de l'imprimé parlementaire canadien.
Il a principalement travaillé à la Bibliothèque de l'Assemblée nationale et est l'auteur de nombreux livres et articles portant sur l'histoire politique du Québec ainsi que sur l’'histoire du livre et des bibliothèques. Il a aussi travaillé pendant plus de 25 ans au programme de reconstitution des débats parlementaires.

## Biographie

### Études et parcours professionnel
Il travaille tout d'abord comme commis de bureau à la Bibliothèque de l'Assemblée nationale (BAN) de 1970 à 1973, alors qu'il fait en même temps sa licence en histoire à l'Université Laval.
En 1975, il est diplômé d'une maîtrise en bibliothéconomie à l'Université de Montréal. En 1990 il obtient un doctorat en histoire du livre de l'Université Laval. Sa thèse, Livre et politique au Bas-Canada 1791-1849, est publiée en 1991 aux Éditions du Septentrion.
Il travaille comme bibliothécaire de référence à la BAN au début de sa carrière, mais sa principale contribution aura été la reconstitution des débats parlementaires, travail auquel il consacra plus de 25 ans de carrière. Ce travail demeure, encore aujourd’hui un outil important de recherche en sciences humaines et sociales au Québec et au Canada.
Il est officiellement retraité depuis 2010, mais il continue de faire de la recherche ainsi que de publier des articles et des monographies.

### Implication dans les sociétés et associations[1]
(mai 2021).
- Comité de rédaction de la revue Documentation et Bibliothèques (Association pour l'avancement des sciences et des techniques de la documentation - ASTED)[réf. nécessaire]
- Comité des admissions professionnelles de la Corporation des bibliothécaires professionnels du Québec (CBPQ) [réf. nécessaire]
- Création en 1987 de l'Association québécoise d'étude de l'imprimé (AQÉI), avec notamment Jacques Michon (Université de Sherbrooke)[3]

- - Président de 1993 - 1997
- Société des Dix
  - 1993 - 2019 : fauteuil no 3

## Distinctions
Le 16 juin 2005, l'Université de Montréal et l'École de bibliothéconomie et des sciences de l'information ont rendu un hommage à Gilles Gallichan afin de reconnaître son apport au domaine des sciences de l’information. Cet hommage eut lieu pendant la collation des grades de premier et deuxième cycle de la Faculté des Arts et des sciences.
En 2007, il reçoit le Prix de l'Institut canadien de Québec[réf. nécessaire].
En 2008, il reçoit la Médaille d'honneur de l'Assemblée nationale.
Gilles Gallichan est également membre émérite de la Société des Dix depuis mars 2019.

## Œuvres
- Bibliothèques et culture au Canada après la conquête, 1760-1800, Montréal (Québec), [s.n.], 1975, 145 p..
- Catalogue des livres exposés au Musée de l'Assemblée nationale du Québec à l'occasion du 175e anniversaire de la Bibliothèque de la législature, Québec (Québec), Bibliothèque de la législature, 1977, 66 p..
- L'édition gouvernementale au Québec depuis le XVIIIe siècle, [S.l. : s.n.], 1981, 25 p..
- Liste des ouvrages conservés au Service de la reconstitution des débats, Québec (Québec), Bibliothèque de l'Assemblée nationale, 1983, 40 p..
- Présence du livre au Parlement du Bas-Canada, [s.l.] : G.Gallichan, 1983, 14 p..
- Livre et politique au Bas-Canada, 1791-1849, Sillery (Québec, Septentrion, 1991, 519 p..
- Honoré Mercier : la politique et la culture, Sillery (Québec), Septentrion, 1994, 212 p..
- La Bibliothèque du Barreau de Québec : l'émergence d'une institution, Québec (Québec), Barreau de Québec, 1994, 18 p..
- François-Xavier Garneau, une figure nationale, Québec (Québec), Éditions Nota bene, coll. « Les cahiers du Centre de recherche en littérature québécoise de l'Université Laval », 1998, 398 p..
- Les Québécoises et le barreau : l'histoire d'une difficile conquête, 1914-1941, Québec (Québec), Septentrion, 1999, 249 p..
- L'aventure du RMS Franconia à Sainte-Pétronille (île d'Orléans), 12-16 juillet 1950, Sainte-Pétronille (Québec), Bibliothèque La Ressource, 2000, 59 p..
- Au fil des pages et du temps : la Bibliothèque de l'Assemblée nationale, deux siècles d'histoire, Québec (Québec), Bibliothèque de l'Assemblée nationale, 2002, 122 p..
- Gilles Gallichan et Martin Pelletier, Pierre-S. Bédard : l'honneur et la justice, Québec (Québec), Assemblée nationale Québec, 2010, 19 p. (ISBN 978-2-550-58872-6).
- L'église Saint-Charles de Limoilou : témoin d'histoire et chantier d'avenir, Septentrion, 2018 [1999], 238 p..
- Jean-Paul L'Allier et Gilles Gallichan, Le relais : mémoires inachevés, Québec (Québec), Septentrion, 2019, 339 p..